# Pstrągownia
Pstrągownia – niestandaryzowana część miasta Supraśl w Polsce, w województwie podlaskim, w powiecie białostockim. 
Jest to peryferyjna, niewielka część miasta. Leży pod lasem, na końcu ślepej ulicy o nazwie Pstrągownia, na południowo-wschodnich rubieżach miasta.
Nazwę Pstrągownia zniesiono oficjalnie 1 stycznia 2011.